# Min klasskompis är en apa
Min klasskompis är en apa (engelska: My Gym Partner's a Monkey) är en amerikansk animerad TV-serie som handlar om Adam Lyon som blir flyttad från den vanliga skolan till en djurskola på grund av sitt efternamn Lyon som påminner om Lion ("lejon").
På den nya skolan träffar Adam Jens Spindelapa, de hittar på många hyss och hamnar ofta hos skolan rektor, Rektor Lövgroda, som ofta sitter inne på sitt kontor på ett näckrosblad. Det finns många konstiga lärare på skolan också som den ensamma idrottsläraren Coach Guldfisk och massa andra karaktärer tillkommer i serien som visas på barnkanalen Cartoon Network.

## Skådespelare (endast röst)
- Tom Kenny / Eye N' I - Jens
- Nika Futterman / Anna Nordell - Adam
- Grey DeLisle
- Maurice LaMarche / Christian Fex - Rektor Lövgroda
- Phil LaMarr
- Rick Gomez
- Brian Doyle-Murray - Coach Guldfisk
- Cree Summer